# ایست راکی هیل (نیوجرسی)
ایست راکی هیل (به انگلیسی: East Rocky Hill) یک منطقهٔ مسکونی در ایالات متحده آمریکا است که در شهرک فرانکلین واقع شده‌است. ایست راکی هیل ۱۱٫۰۱۴ کیلومتر مربع مساحت و ۴۶۹ نفر جمعیت دارد و ۸۸ متر بالاتر از سطح دریا واقع شده‌است.